# Banguingui
Banguingui é um município de  quarta classe de renda municipal (d) na província Sulu, nas Filipinas. De acordo com o censo de 1 de maio  de  2020 possui uma população de 35 616 pessoas e 6 226 domicílios.